# 拝啓!青春諸君
拝啓!青春諸君（はいけいせいしゅんしょくん）は、1976年10月4日から1984年3月30日まで、ニッポン放送の制作でNRN系列各局で放送されていたラジオのトーク番組である。
東芝（当時の商号は東京芝浦電気）の一社提供番組。

## 概要
俳優、タレント、文化人、ミュージシャン、お笑い芸人、学者、スポーツ選手、漫画家、冒険家、映画監督等々、様々なジャンルから著名人を週がわりでゲストに招き、5日間通して放送。パーソナリティとのトークを通じて「その道一筋に歩んで来た人」「何かを成し遂げた人」の言葉を伝えていた。
テーマ曲は、ジャズのスタンダードナンバー『テイク・ファイヴ』の尺八演奏ヴァージョン。
本番組の企画について、最初は「ちょっと地味すぎる」「ヤングは聴かないよ」という意見もあったが、「たまにはじっくり聴いてもらう番組があってもいいだろう」と、スタッフも「幾分開き直って」スタートしたという逸話がある。初代パーソナリティの高島ヒゲ武（高嶋秀武）も、この番組について「異色の存在」だったとしている。
初回のゲストは岡本太郎。中にはオファーを出してから収録許可をとるまでが大変だった人もおり、高倉健、手塚治虫はオファーから約6か月がかりでやっと放送にこぎつくことが出来たという（高倉はパーソナリティの高島自ら、ダメで元々と思いながらリクエストを出したのが実現したものだった）。中にはオファーを断られて録音が実現しなかった人もいた。
ニッポン放送においては、スタート以来夜ワイド番組『大入りダイヤルまだ宵の口』（1981年10月まで）→『くるくるダイヤル ザ・ゴリラ』（1981年11月から）に内包される形で22:40頃からの10分枠で放送されていたが、ザ・ゴリラが終了し1983年5月から『ヤングパラダイス』がスタートする際に箱番組を削減する方針を立てたが、本番組は存続する事となり、『ヤンパラ』直前の21:50枠に移動して単独番組として、1983年10月からはナイターオフ期限定ワイド番組『もてもてスクランブルBEGIN the OJIN』に内包する形で放送されていた。本番組のパーソナリティは基本的に『宵の口』『ザ・ゴリラ』のメインパーソナリティが本番組も兼任するという体制だったが、1981年4月からの6か月間はタモリがパーソナリティを務めていた。1981年10月からは『ザ・ゴリラ』のメインパーソナリティだった塚たんくろう（塚越孝）が本番組のパーソナリティを務めていたが、ザ・ゴリラ終了後も本番組に最終回まで出演し続けていた。

## パーソナリティ
- 高島ヒゲ武（高嶋秀武）- 1976年10月4日〜1979年3月
- はた金次郎 - 1979年4月〜1980年3月
- くり万太郎 - 1980年4月〜1981年4月3日
- タモリ - 1981年4月6日〜10月9日
- 塚たんくろう（塚越孝）- 1981年10月12日〜1984年3月30日

## 放送時間

### 制作局・ニッポン放送
- 月曜日 - 金曜日 22:40 - 22:50 （1976年10月4日〜1983年4月29日）
  - ワイド番組『大入りダイヤルまだ宵の口』→『くるくるダイヤル ザ・ゴリラ』に内包。
- 月曜日 - 金曜日 21:50 - 22:00 （1983年5月2日〜10月7日）※単独番組。
- 月曜日 - 金曜日 21:45 - 21:55 （1983年10月10日〜1984年3月30日）
  - ワイド番組『もてもてスクランブルBEGIN the OJIN』に内包。

### ネット局
※いずれも月曜日 - 金曜日の放送。
- 北海道放送：23:10 - 23:20
- 青森放送：22:25 - 22:35
- 秋田放送：22:45 - 22:55 （1981年10月から）
- 岩手放送：23:30 - 23:40
- 東北放送：22:30 - 22:40
- 新潟放送：23:40 - 23:50 （1980年） → 22:40 - 22:50 （1982年）
- 北陸放送：22:10 - 22:20
- 山梨放送：22:40 - 22:50
- 信越放送：22:45 - 22:55 （1980年10月から）
- 静岡放送：22:10 - 22:20 （1980年）→ 22:40 - 22:50 （1982年）
- 中部日本放送：23:30 - 23:40
- 和歌山放送：22:40 - 22:50 （1980年10月から）
- 朝日放送：22:00 - 22:10
  - 1981年10月から1983年10月の間はワイド番組『ABCラジオ10』→『ABC星空ワイド』に、1983年10月からは『鏡宏一 ABCナイトQ』に内包。
- 中国放送：22:00 - 22:10
- 西日本放送：22:10 - 22:20 （1980年）→ 22:50 - 23:00 （1982年）
- 南海放送：23:10 - 23:20（1981年から）
- 九州朝日放送：22:20 - 22:30 （1980年9月まで）→ 22:30 - 22:40 （1980年10月から）
  - 1983年5月からワイド番組『PAO〜N ぼくらラジオ異星人』に内包。
- 長崎放送：22:00 - 22:10 （1980年10月から）
- ラジオ沖縄：23:30 - 23:40

## 番組本
- 拝啓!青春諸君（ニッポン放送 編、ペップ出版、1978年10月刊行）
  - それまでに放送されたゲストとの対談の中から抜粋したものを収録。